# Wolodymyr Sawon
Wolodymyr Andrijowytsch Sawon (ukrainisch Володимир Андрійович Савон; * 26. September 1940 in Tschernihiw, Ukrainische SSR; † 30. Mai 2005 in Charkiw, Ukraine) war ein ukrainischer Schachmeister und Trainer.

## Leben
Sawon war zu Anfang der 1960er Jahre ein vielversprechender sowjetischer Jugendspieler: 1961 gewann er in Lwiw, 1961 und 1963 bis 1967 gewann er mit der Mannschaft der Sowjetunion die Studentenolympiade. 1967 wurde er in Sarajevo geteilter Dritter, erhielt den Titel Internationaler Meister und qualifizierte sich erstmals für das Finale der UdSSR-Meisterschaft, bei der er Platz 10–12 teilte. Im Jahre 1969 (10.–11.) und 1970 (5.–7.) nahm er ebenfalls teil und erreichte gute Plätze. Eine Sensation stellte indes sein Sieg bei der 39. UdSSR-Meisterschaft 1971 in Leningrad dar. Sawon wurde mit 1,5 Punkten Vorsprung auf die beiden Ex-Weltmeister Wassili Smyslow und Michail Tal, sowie zwei Punkten Vorsprung auf den späteren Weltmeister Anatoli Karpow überlegen UdSSR-Meister. Er gewann mit der Sowjetunion die Schacholympiade 1972 in Skopje. 1973 verlieh ihm die FIDE den Großmeistertitel. Im gleichen Jahr qualifizierte Sawon sich für das Interzonenturnier in Petrópolis, bei dem er Achter wurde. Im Laufe seiner Karriere gewann Sawon zahlreiche internationale Turniere, auch sein letztes Turnier, das Michail-Botwinnik-Memorial (ein Veteranenturnier) in Satka 2004.
Im Juli 1972 erreichte Sawon seine höchste Elo-Zahl von 2595, er lag damit auf dem 15. Platz der Weltrangliste.
Weitere Turniererfolge:
- Maróczy Memorial Debrecen 1970: 1./2. Platz mit István Bilek
- Moskau 1970: 1. Platz
- Mar del Plata 1971: 2./3. Platz
- Suchumi 1972: 2. Platz hinter Michail Tal
- UdSSR-Meisterschaft 1972 Baku: 3.–5. Platz
- Lublin 1977: 1./2. Platz

Sawon verlegte den Schwerpunkt seiner Tätigkeit in seinen letzten Lebensjahren auf das Schachtraining mit jungen ukrainischen Schachspielern. Zu seinen bedeutendsten Schülern zählen Wassyl Iwantschuk, Ruslan Ponomarjow, Serhij Karjakin, Oleksandr Areschtschenko und andere. Sawon starb 2005 in Charkiw.